# 바나트

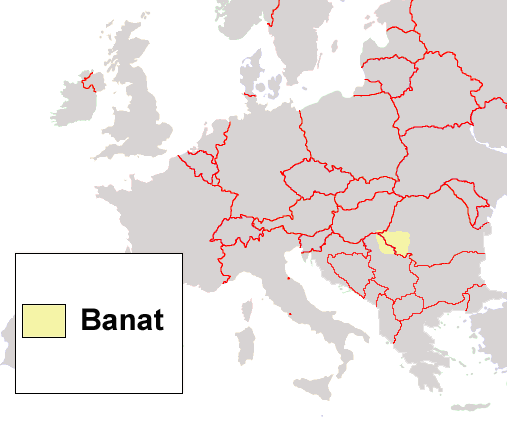
유럽 지도에 표시된 바나트의 위치

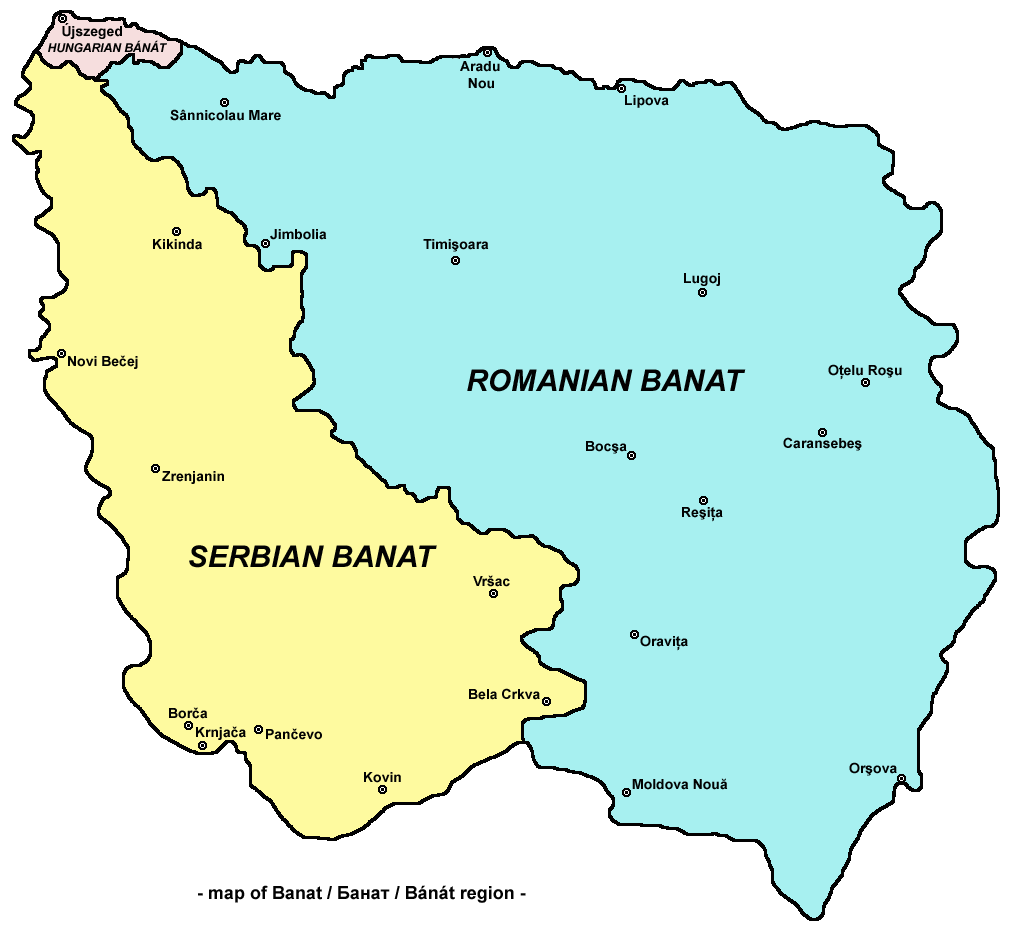
바나트의 주요 도시

루마니아령 바나트의 위치

바나트(루마니아어: Banat; 세르비아어: Банат, Banat; 헝가리어: Bánát, Bánság 바나트, 반샤그[*]; 독일어: Banat; 슬로바키아어: Banát)는 중앙유럽을 구성하는 역사적 지역 가운데 하나이다. 동부 지역은 루마니아(티미슈주, 카라슈세베린주, 아라드주, 메헤딘치주), 서부 지역은 세르비아(보이보디나의 대부분 지역), 북부 지역은 헝가리(촌그라드처나드주)에 걸쳐 있으며 루마니아 티미슈주의 티미쇼아라를 역사적 중심 도시로 삼고 있다.
북쪽으로는 무레슈강, 서쪽으로는 티서강과 접하며 남쪽으로는 다뉴브강, 동쪽으로는 카르파티아산맥과 접한다.